# International Reciprocal Trade Association
International Reciprocal Trade Association est une organisation de l'industrie du troc.
Elle tient notamment depuis 1997 un Hall of Fame for the Modern Trade and Barter Industry (en français : un temple de la renommée du commerce moderne et de l'industrie du troc),.
Selon l'IRTA, elle a réussi à convaincre le Congrès des États-Unis pour que les échanges commerciaux soient reconnus par l'Internal Revenue Service en tant que tiers archivistes[Quoi ?]. La Loi TEFRA  a été promulguée par le président Reagan en 1982.